# 殺人拳シリーズ
『殺人拳シリーズ』（さつじんけんシリーズ、The Street Fighter series）は、日本映画のシリーズ。主演：千葉真一、製作：東映。

## 概要
空手・拳法の達人が活躍するストーリーで、第三作までは主人公が剣琢磨になっており、最終作のみ設定が入れ替わっている。極真空手有段者及び器械体操でオリンピックを目指していた千葉真一が繰り出す、突き技・蹴り技・アクロバティックな宙返り・後方転回が、スクリーンに表現されており、日本国内のみならず、海外でも大ヒットした。千葉は世界でSonny Chibaという異名で呼ばれ、同シリーズは『The Street Fighter series』のタイトルで興行された。本シリーズを含めたSonny Chibaのカラテ映画は50ヶ国に輸出され、その売り上げは50億円を超えている。

## 全作品

### 激突! 殺人拳
- 出演 - 千葉真一・中島ゆたか・山田吾一・石橋雅史・鈴木正文
- 監督 - 小沢茂弘
- 脚本 - 高田宏治・鳥居元宏
- 製作 - 東映
- 公開 - 1974年2月2日（ 日本）、1974年11月12日（ アメリカ合衆国）

### 殺人拳2
- 出演 - 千葉真一・市地洋子・石橋雅史、クロード・ガニオン、山城新伍・田中浩・鈴木正文
- 監督 - 小沢茂弘
- 脚本 - 高岩肇・小沢茂弘
- 製作 - 東映
- 公開 - 1974年4月27日（ 日本）、1975年（ アメリカ合衆国）

### 逆襲! 殺人拳
- 出演 - 千葉真一・池玲子・和田浩治・山城新伍・鈴木正文・志穂美悦子
- 監督 - 小沢茂弘
- 脚本 - 高田宏治・志村正浩・小沢茂弘
- 製作 - 東映
- 公開 - 1974年11月22日（ 日本）、1979年2月（ アメリカ合衆国）

### 子連れ殺人拳
- 出演 - 千葉真一・川崎あかね・渡辺やよい・夏八木勲
- 監督 - 山口和彦
- 脚本 - 鴨井達比古・中島信昭
- 製作 - 東映
- 公開 - 1976年4月10日（ 日本）、1980年（ アメリカ合衆国）

## 製作
第三作まで脚本を担当した高田宏治は、本シリーズを千葉真一の代表作として挙げ、製作にまつわる秘話を明かした。
娯楽映画中心の東映の中では驚くほどハードボイルドで、千葉真一という素材が本シリーズに完璧にハマり、千葉のための千葉にしかできない映画であり、一緒に仕事をした作品の中で一番印象に残っている。その理由として千葉のアクションには、“血の滾（たぎ）り”があり、相手を本気で殴打し、本気で殺してやろうというガチンコ感が突き抜け、全シーンに真剣勝負で臨んでいた。撮影中の千葉は役に入り込むあまり、「エキストラ100人集めてくれ」など無理なアイデアを次々出す。言う通りにしていたら予算がパンクしそうになり、収益に一切忖度しない役者バカの典型だった。そうして作った本シリーズは、空手の徒手空拳が新鮮だったこともあり、海外興行でも成功した。—高田宏治、
東映の宣伝部長だった福永邦昭によると、『燃えよドラゴン』が日本公開される半年前にゴールデン・ハーベストから勝プロ経由で、「『ドラゴン怒りの鉄拳』を東映で配給しないか検討してほしい」という打診を受けた。急遽試写を観たものの、岡田茂は「これなら、千葉真一で作れる」と同作を購入せず、1974年に『激突! 殺人拳』を東映京都撮影所で、『直撃! 地獄拳』を東映東京撮影所で、それぞれ製作することになったと証言している。

## 興行
岡田茂は「ショウ・ブラザーズが千葉真一のカラテ映画を購入してシンガポールで非常に当たっている。東南アジア映画祭でジャカルタへ行ったときも、抜群の動員力と人気を上げていた|。千葉くんの空手が入って、東南アジア全域で当たり、すごい人気だ。東洋でナンバーワンなんだから、あのアクションをやらせたら世界に（千葉真一以外）いないんじゃないかな|。松竹の城戸四郎さんへ挨拶にいったら、外国部長から『ミラノでも大変人気でしたね』といきなり言われた。アメリカではかなり出て、いい商売しているし、南米では1本3万ドル以上で売れている。ミラノでも買い殺到で|、フランシス・フォード・コッポラが千葉真一くんとアル・パチーノとの共演作を作りたいとオファーしてきた」と世界各地の人気・商況・反響を語っている。

## 影響
同シリーズの熱狂的ファンにキアヌ・リーブス、クエンティン・タランティーノ、リュ・スンワンがいる。
キアヌ・リーブスは「（本シリーズから）アクションと芝居を学んだ。僕は映画用のカンフーならできるけど、サニー千葉は実際に人をボコボコにできる。情熱を感じる」と受けた影響を語っており、主演映画『ジョン・ウィック』のプロモーションで来日した2015年10月に千葉真一と待望の対面を果たした際には、"Oh my god!" を連発、固い握手を交わし、「ハジメマシテ、マエストロ（巨匠）！」と挨拶|。「あなたはキャラクターを演じるだけでなく、そこにアクションを盛り込んだ。屈強なキャラクターにもあなたが演じると心が感じられる」と身振り手振りを交えながら、終始嬉しそうに大はしゃぎの様子だった。
クエンティン・タランティーノが脚本を手がけた『トゥルー・ロマンス』では、主人公と彼女がデートで本シリーズ第1作目を映画館で観ているシーンがある。
リュ・スンワンは『仁義なき戦い 広島死闘篇』のDVDに千葉真一からサインをしてもらったが「今日はDVDを持って来られなかったのですが、千葉さんの『激突! 殺人拳』が本当に好きなんです。僕があまりにも見ているので、うちの子供たちもテーマ曲を口ずさむことができる。お会いできて光栄です」、「暴力的なシーンが出てきても、暴力的だと感じるのではなく、すごい快感が沸き上がる。登場人物たちの行動に妥当性があり、観客たちがその人物を応援したくなるからです。そこから僕も影響を受けていると思います」と本シリーズを評している。